# Miguel Lerdo de Tejada (compositor)
Miguel Lerdo de Tejada (Morelia, Michoacán; 29 de septiembre de 1869-Ciudad de México; 25 de mayo de 1941) fue un compositor y pianista mexicano. 

## Biografía
Sus composiciones son clasificadas como música clásica ligera. Ha sido descrito como el primer compositor popular de México. Sus obras incluyen varios arreglos de canciones tradicionales además de obras originales. De 1901 a 1941 fue director de la Orquesta Típica Lerdo de Tejada, hoy Orquesta Típica de la Ciudad de México.

## Obras selectas
- Las luces de los ángeles, zarzuela
- Las dormilonas, zarzuela
- Esther, canción (1895)
- Perjura, canción (1901)
- Danza de los Apuros, danza calabaceada
- Consentida, canción (1901)
- Amparo, dedicada a Ramón Corral (1921)
- Paloma blanca, canción (1921)
- Las golondrinas, canción
- El faisán, vals
- Tlalpan, intermezzo-two-step, dedicada a la municipalidad de Tlalpan, D.F. (1911)